# La chica que lo tenía todo
La chica que lo tenía todo es una novela de suspenso de 2015 escrita por la autora estadounidense Jessica Knoll, que siendo su obra debut se convirtió inmediatamente en libro de superventas del New York Times. Fue publicado por primera vez el 12 de mayo de 2015 por Simon & Schuster en los Estados Unidos y Pan Macmillan en Australia. La novela relata la vida de una joven que busca reinventarse a sí misma en su adultez, luego de una serie de eventos horribles durante su adolescencia. En el libro, se hace referencia al personaje principal, Ani Fanelli, con varios nombres diferentes: TifAni FaNelli, Tif y Finny.

## Sinopsis
A primera vista, Ani (28) parece tener una vida perfecta: trabaja como editora en una famosa revista femenina y está comprometida con un hombre cariñoso de buena familia. Sin embargo, esconde un secreto: cuando era adolescente, pasó por una serie de eventos violentos y traumatizantes, incluido un tiroteo en la escuela, que continuaron impactándola hasta bien entrada la edad adulta. Durante el transcurso de la novela, se revela que fue violada en grupo cuando tenía 14 años y que al intentar buscar ayuda después del asalto, sus compañeros no le creyeron e incluso la sometieron a crueles intimidaciones y burlas. A medida que se desenlaza la historia, Ani comienza a cuestionarse si es realmente feliz con quién se ha convertido y si su vida actual es la que quiere y necesita.

## Desarrollo
Para escribir la novela, Knoll se basó en sus propias experiencias reales de ser violada en grupo y acosada cuando era adolescente. Inicialmente no hizo de conocimiento público este hecho; mientras promocionaba el libro, les dijo a los fanáticos que basó la violación y los eventos posteriores en historias que había escuchado de otros. En marzo de 2016, Knoll escribió un ensayo para el boletín feminista en línea Lenny Letter, donde describió sus experiencias como sobreviviente de violación. Poco después, durante una entrevista en el programa matutino Today dijo que se animó a revelar sobre lo sucedido después de interactuar con varios sobrevivientes de violación durante los eventos de firma de su libro. Según sus propias palabras:

“It really killed me to see the looks on these women's faces when I would say, ‘Oh no, you know, I just made it up,’ and I just never wanted to see that look on anyone's face again”.
Realmente me mató ver las miradas en los rostros de estas mujeres cuando decía: 'Oh no, ya sabes, me lo inventé', y nunca quise volver a ver esa mirada en el rostro de nadie.

## Adaptación cinematográfica
En abril de 2015, Lionsgate anunció que había adquirido los derechos cinematográficos sobre la novela, con la producción de Pacific Standard de Reese Witherspoon. Sin embargo, en febrero de 2021 se anunció que la película sería ahora estrenada en Netflix en coproducción con Made Up Stories y Picturestart, que contaría con Mila Kunis como protagonista, guion escrito por la misma Jessica Knoll y la dirección de Mike Barker.
En septiembre de 2022, Netflix anunció que la película se estrenará el 7 de octubre de 2022.

## Recepción
La recepción de la crítica ha sido positiva. La chica que lo tenía todo ha sido comparada con la novela Gone Girl de Gillian Flynn de 2012 y The Girl on the Train de Paula Hawkins . El libro recibió elogios de Entertainment Weekly y USA Today, el último de los cuales escribió que "los temas recientes de interés periodístico crean un telón de fondo que, a veces, puede hacer que el lector se sienta incómodo. Sin embargo, la tensión visceral que crea Knoll en realidad complementa la experiencia de lectura".